# Arne Teimert
John Arne Teimert, född 5 maj 1921 i Stockholm, död 9 oktober 2004 i Hässelby, var en svensk målare.
Teimert studerade vid Otte Skölds målarskola och genom självstudier under resor till Köpenhamn och Paris. Separat ställde han ut på bland annat Konstsalong Rålambshof, Förenade framtiden och Galleri Surbrunn i Stockholm. Han medverkade i HSB-utställningarna God konst i alla hem och Sveriges allmänna konstförenings vårsalonger på Liljevalchs konsthall samt Liljevalchs Stockholmssalonger. 
Hans konst består av porträtt, stilleben, landskapsskildringar och abstraktioner med en vag anknytning till natur.